# Carl von Kirn
Carl Christian von Kirn (* 5. August 1805 in Oberstadion; † nach 1875) war ein deutscher Verwaltungsjurist.

## Leben
Der Sohn eines Oberrentbeamten studierte von 1823 bis 1826 Rechtswissenschaften an der Universität Tübingen und trat 1827 seine erste Stelle als Sekretariatsverweser bei der Stadtdirektion in Stuttgart an. 1829 bis 1835 war er Oberamtsaktuar bei den Oberämtern Besigheim und Cannstatt, 1835 wurde er Sekretär bei der Stadtdirektion Stuttgart, 1837 Oberamtmann des Oberamts Welzheim, 1842 Oberamtmann des Oberamts Herrenberg, 1848 Oberamtmann des Oberamts Rottenburg. Nach Beschwerden über seine nachlässige Amtsführung im Zusammenhang mit einer Untersuchung gegen den Schultheißen Henger in Hemmendorf wurde er 1870 in den Ruhestand versetzt.
Am 12. Juni 1836 wurde Carl von Kirn zusammen mit seinen Brüdern Franz Anselm (* 1793, Regimentsquartiermeister), Wilhelm Emerich (* 1795, Hüttenverwalter) und Ernst Alexander (* 1811, Lieutenant) nobilitiert.

## Auszeichnungen
- 1870: Ritterkreuz I. Klasse des Friedrichs-Ordens[2]